# Ondřej Kusý
Ondřej Kusý (27. března 1761 Světlá nad Sázavou – 29. prosince 1809 Praha) byl český tenorista, violoncellista a hudební skladatel.

## Život
V místní škole ve Světlé nad Sázavou se vedle čtení a psaní vzdělával i v hudbě. V roce 1772 přišel do Prahy a byl přijat do hudební nadace Týnského chrámu jako zpěvák. Navštěvuje gymnázium na Starém i Novém Městě pražském. Dál se cvičí v hudbě pod vedením Václava Praupnera, který byl v té době zaměstnán jako první violoncellista v Týnském chrámu. Když V. Praupner obdržel místo ve sboru kostela sv. Haštala, Kusý jej z vděčnosti i z touhy se vzdělávat v Praupnerově škole následoval.
V roce 1778, když se Kusému začal měnit hlas (mutuje), vzdává se na čas zpívání a Praupnera opouští. V letech 1779 a 1780 již má za sebou působení v několika pražských kostelích jako tenor. V roce 1780 obdržel místo tenoristy v kostele sv. Michaela a v Týnském chrámu na Starém Městě v Praze. V roce 1781 byl přijat do mužského sboru Metropolitního chrámu (chrám sv. Víta) na Pražském hradě, kde zpíval pod vedením slavného kapelníka Jana Koželuha. V roce 1784 přijal místo tenoristy v kostele sv. Mikuláše na Malé straně.
Toto místo zastával až do roku 1792, kdy jej najal do svých služeb známý učenec, diplomat a podporovatel umění hrabě František Antonín Hartig (1758–1797), který působil na saském dvoře. S ním cestoval po Německu, navštívil Hannover a i jiná německá města, kde se seznámil s místními hudebníky i s několika krajany. Po smrti hraběte Hartiga se Kusý vrátil do vlasti a v roce 1802 přijal místo tenoristy v kostele u Křižovníků v Praze, kde v té době zastával místo hudebního ředitele Praupnert.
V roce 1808 se stále zdržoval v Praze, složil několik sonát a sóla pro violoncello, na které mistrně hrál. Kromě skladeb pro violoncello komponoval chrámovou hudbu. Archiv strahovského kůru v Praze má jeho skladbu O salutaris hostia.
Ondřej Kusý zemřel v Praze 29. prosince 1809 a je pohřben na Malostranském hřbitově.